# Altkalen

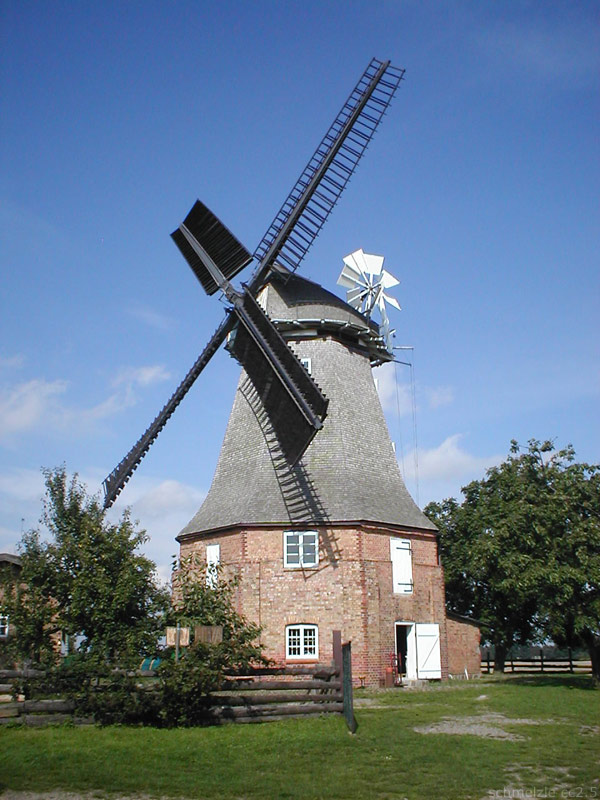
Cối xay gió gần Altkalen

Altkalen là một đô thị in the huyện Güstrow, bang Mecklenburg-Vorpommern, Đức. Đô thị này có diện tích km², dân số thời điểm ngày 31 tháng 12 năm 2006 là người.